# Maleficent 2: Ondskans härskarinna
Maleficent 2: Ondskans härskarinna (Maleficent: Mistress of Evil) är en amerikansk långfilm. Filmen hade premiär den 18 oktober 2019 i USA. I Sverige hade filmen premiär på 16 oktober samma år.